# 가면 애인
《가면 애인》은 2001년 3월 23일에 MBC에서 방영한 베스트극장이다.

## 등장 인물

### 주요 인물
- 성현아 : 명진 역 - 치과의사
- 박형준 : 만호 역
- 조하나 : 하연 역 - 클럽 가수

### 그 외 인물
- 문회원
- 유승봉
- 최항석
- 이정훈 : 명진의 약혼자 역
- 김명현
- 이승우
- 윤용현
- 서승만
- 김승현
- 김영선
- 주우
- 손유경
- 이정민
- 조명진
- 양현태
- 문보연